# Château de la Poussarié
Le château de la Poussarié est un château situé à Noailhac, dans le Tarn (France).

## Historique
Il n'existe que peu d'informations historiques sur cette bâtisse. 
Le toponyme « la Poussarié » est pour la première fois cité le 30 décembre 1549, alors dans la juridiction de Boissezon, lors d'un échange d'un moulin et de terres entre Jean de Pélapoul, vassal du baron de GaÏx, et François Aussaressus. 
Au début du XXe siècle il appartient à la vicomtesse de Cassagne.

## Architecture
(mai 2023).
- Si vous ne connaissez pas le sujet, laissez ce bandeau (vous pouvez alors contacter les auteurs).
- Si vous supprimez le contenu mis en cause (vous pouvez préalablement contacter les auteurs),

argumentez précisément cette suppression dans la page de discussion
(un manque de référence n'est pas un argument ; une recherche réelle de référence doit avoir été effectuée, être formellement documentée).
Le château de la Poussarié, en bordure du ruisseau du chien, est bâti selon un plan rectangulaire sur deux niveaux. Sa façade principale, en sept travées, est flanquée de deux tours carrées. L'ensemble des toitures est en ardoise, tandis que la bâtisse elle-même est en brique. La façade est animée par différents bandeaux, corniches et encadrements de fenêtres en pierre. La travée centrale est en légère saillie, avec un balcon surmontant la porte d'entrée. On accède au rez-de-chaussée surélevé par un escalier à double révolution.

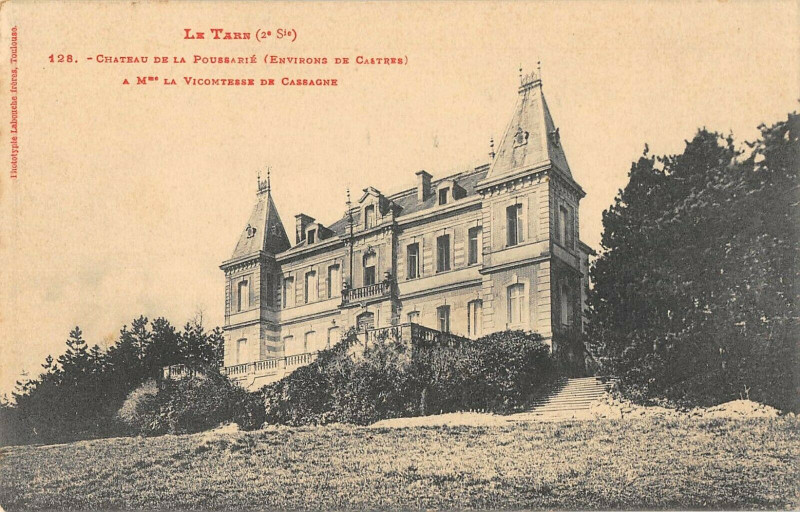
Carte postale